# Hokej na travi na OI 1992.
Olimpijske igre 1992. su se održale u Španjolskoj, u katalonskom gradu Barceloni.

## Momčadi sudionice
Sudjelovalo je dvanaest momčadi: Pakistan, Indija, Australija, Novi Zeland, Malezija, Nizozemska, Argentina, Uj. Kraljevstvo, Egipat, Njemačka, ZND i domaćin Španjolska.

### Argentina
Emanuel Roggero, Marcelo Garraffo, Adrian Mandarano, Diego Allona, Rodolfo Perez, Edgardo Pailos, Fernando Falchetto, Alejandro Siri, Carlos Geneyro, Gabriel Minadeo, Fernando Ferrara, Pablo Moreira, Aldo Ayala, Martin Sordelli, Daniel Ruiz, Pablo Lombi

### Australija
Warren Birmingham, David Wansbrough, John Bestall, Lee Bodimeade, Ashley Carey, Stephen Davies, Damon Diletti, Lachlan Dreher, Lachlan Elmer, Dean Evans, Gregory Corbitt, Paul Lewis, Graham Reid, Jay Stacy, Ken Wark, Michael York

### Egipat
Mohamed Elsayed Tantawy, Ibrahim Mahmoud Tawfik, Husan Mohamed Hassan, Hisham Mostafa Korany, Gamal Fawzi Mohamed, Abdelkhlik Abo Elyazid, Magdy Ahmed Abdulla, Gamal Ahmed Abdulla, Ashraf Shafik Gindy, Gamal Amin Abdelgany, Amro Elsayed Osman, Ehab Mostafa Mansour, Mohamed Saied Abdulla, Amro Elsayed Mohamady, Mohamed Samir Mohamed, Wael Fahim Mostafa

### Indija
Subbaiah Anjaparavanda, Cheppudira Subbaih Poonacha, Rai Jagdev Singh, Harpreet Singh, Sukhjit Singh, Shaqeel Ahmed, Mukesh Kumar Nandanoori, Felix Sebastan Jude, Jagbir Singh, Pillay Dhanraj, Didar Singh, Ashish Kumar Ballal, Pargat Singh, Ravi Nayakar, Darryl Aloysious D'Souza, Lakra Ajit

### Malezija
Ahmad Fadz Zainal Abidin, Paul Lopez, Tai Beng Hai, Suriaghandi Suppiah, Lim Chiow Chuan, Sarjit Sing, Gary Fidelis, Brian Siva, Shankar Ramu, Nor Saiful Zaini Nasiruddin, Dharmaraj Kanniah, Mohamad Abdul Hadi, Mirnawan Nawami, Lailin Abu Hassan, Soon Mustafa Bin-Karim, Aanantha Sambu Mayavu

### Nizozemska
Frank Leistra, Harrie Kwinten, Cees Jan Diepeveen, Pieter van Ede, Bastiaan Poortenaar, Wouter van Pelt, Marc Delissen, Jacques Brinkman, Gijs Weterings, Stephan Veen, Floris Jan Bovelander, Hendrik Jan Kooijman, Bart Looije, Maarten van Grimbergen, Leo Klein Gebbink, Taco van den Honert

### Novi Zeland
Peter Daji, Brett Leaver, David Grundy, Scott Hobson, Donald McLeod, Peter Miskimmin, Paresh Patel, David Penfold, John Radovonich, Craig Russ, Gregory Russ, Umesh Parag, Jamie Smith, Anthony Thornton, Scott Anderson, Ian Woodley

### Njemačka
Michael Knauth, Christopher Reitz, Jan-Peter Tewes, Carsten Fischer, Christian Blunck, Stefan Saliger, Michael Metz, Christian Mayerhöfer, Sven Meinhardt, Andreas Keller, Michael Hilgers, Andreas Becker, Stefan Tewes, Klaus Michler, Volker Fried, Oliver Kurtz

### Pakistan
Shahid Ali Khan, Rana Mujahid Ali, Khalid Bashir, Anjum Saeed, Farhad Hassan Khan, Khawaja Muhammad Junaid, Muhammad Qamar Ibrahim, Tahir Zaman, Muhammad Asif Bajwa, Shahbaz Ahmed, Wasim Feroze, Mansoor Ahmed, Muhammad Akhlaq Ahmad, Muhammad Khalid, Musaddiq Hussain, Muhammad Shahbaz

### Španjolska
Santiago Grau, Ignacio Escudé, Joaquin Malgosa, Miguel Ortego, Juantxo García, Jaime Amat, Jordi Avilés, Pedro Jufresa, José Antonio Iglesias, Xavi Escudé, Xavi Arnau, Victor Pujol, Juan Dinares, David Freixa, Pablo Usoz, Ramón Jufresa

### Uj. Kraljevstvo
Sean Rowlands, David Luckes, Stephen Martin, Paul Bolland, Simon Nicklin, Jon Potter, Jason Laslett, Rob Hill, Steve Batchelor, Russell Garcia, John Shaw, Robert Thompson, Sean Kerly, Robert Clift, Jason Lee, Donald Williams

### ZND
Vladimir Plesjakov, Viktor Deputatov, Igor Julčijev, Sos Airapetjan, Jurij Safonov, Vladimir Antakov, Jevgenih Nečajev, Aleksandr Krasnojarcev, Viktor Sučič, Sergej Plesjakov, Beričazy Seksenbajev, Aleksandr Domačev, Sergej Barabašin, Oleg Čandajev, Igor Mulladžanov, Sergej Mahotkin

## Natjecateljski sustav
Natjecanje se odvijalo u dva kruga. Prvi se igrao u dvjema skupinama po 6 momčadi. Igralo se po jednostrukom ligaškom sustavu. Za pobjedu se dobivalo 2 boda, za neriješeno bod, a za poraz ništa.
Prve dvije momčadi iz obiju skupina su igrale unakrižno poluzavršnicu A1-B2 i A2-B1. Pobjednici su igrali završnicu, poraženi za broncu.

3. i 4. iz skupina su igrali unakrižno za poredak od 5. do 8. mjesta. Pobjednici su igrali za 5., a poraženi za 7. mjesto.

5. i 6. iz skupina su igrali unakrižno za poredak od 9. do 12. mjesta. Pobjednici su igrali za 9., a poraženi za 11. mjesto.

## Mjesta odigravanja susreta
Susreti su se igrali na olimpijskom stadionu u katalonskom gradu Terrassi (koji je dio metropolitanskog područja Barcelone), poznatom kao gradu hokeja na travi i gradom koji je bio pionirom tog športa u Kataloniji i Španjolskoj.

## Rezultati

### Prvi krug - po skupinama

#### Skupina "A"
| Nadnevak    |       | Momčad          |       | Momčad          |
| ----------- | ----- | --------------- | ----- | --------------- |
| 26. srpnja  | 9:45  | Australija      | 7 : 0 | Argentina       |
| 26. srpnja  | 16:00 | Indija          | 0 : 3 | Njemačka        |
| 26. srpnja  | 17:30 | Uj. Kraljevstvo | 2 : 0 | Egipat          |
| 28. srpnja  | 9:45  | Indija          | 1 : 0 | Argentina       |
| 28. srpnja  | 16:00 | Australija      | 5 : 1 | Egipat          |
| 28. srpnja  | 20:00 | Njemačka        | 2 : 0 | Uj. Kraljevstvo |
| 30. srpnja  | 10:15 | Uj. Kraljevstvo | 3 : 1 | Indija          |
| 30. srpnja  | 16:00 | Egipat          | 0 : 1 | Argentina       |
| 30. srpnja  | 18:00 | Australija      | 1 : 1 | Njemačka        |
| 1. kolovoza | 9:45  | Njemačka        | 8 : 2 | Egipat          |
| 1. kolovoza | 18:00 | Argentina       | 1 : 2 | Uj. Kraljevstvo |
| 1. kolovoza | 20:00 | Australija      | 1 : 0 | Indija          |
| 3. kolovoza | 10:15 | Uj. Kraljevstvo | 0 : 6 | Australija      |
| 3. kolovoza | 17:30 | Indija          | 2 : 1 | Egipat          |
| 3. kolovoza | 18:00 | Njemačka        | 2 : 1 | Argentina       |

| Mj. | Država          | Ut | Pb | N | Pz | Pos | Pri | RP  | Bod |
| --- | --------------- | -- | -- | - | -- | --- | --- | --- | --- |
| 1.  | Australija      | 5  | 4  | 1 | 0  | 20  | 2   | 18  | 9   |
| 2.  | Njemačka        | 5  | 4  | 1 | 0  | 16  | 4   | 12  | 9   |
| 3.  | Uj. Kraljevstvo | 5  | 3  | 0 | 2  | 7   | 10  | -3  | 6   |
| 4.  | Indija          | 5  | 2  | 0 | 3  | 4   | 8   | -4  | 4   |
| 5.  | Argentina       | 5  | 1  | 0 | 4  | 3   | 12  | -9  | 2   |
| 6.  | Egipat          | 5  | 0  | 0 | 5  | 4   | 18  | -14 | 0   |

#### Skupina "B"
| Nadnevak    |       | Momčad      |       | Momčad      |
| ----------- | ----- | ----------- | ----- | ----------- |
| 26. srpnja  | 10:15 | Španjolska  | 3 : 0 | Novi Zeland |
| 26. srpnja  | 18:00 | Pakistan    | 4 : 1 | Malezija    |
| 26. srpnja  | 20:00 | Nizozemska  | 5 : 2 | ZND         |
| 28. srpnja  | 10:15 | ZND         | 7 : 3 | Malezija    |
| 28. srpnja  | 17:30 | Pakistan    | 1 : 0 | Novi Zeland |
| 28. srpnja  | 18:00 | Španjolska  | 2 : 3 | Nizozemska  |
| 30. srpnja  | 9:45  | Pakistan    | 6 : 2 | ZND         |
| 30. srpnja  | 17:30 | Nizozemska  | 4 : 3 | Novi Zeland |
| 30. srpnja  | 20:00 | Španjolska  | 5 : 2 | Malezija    |
| 1. kolovoza | 10:15 | Nizozemska  | 2 : 3 | Pakistan    |
| 1. kolovoza | 16:00 | Novi Zeland | 2 : 3 | Malezija    |
| 1. kolovoza | 17:30 | Španjolska  | 4 : 0 | ZND         |
| 3. kolovoza | 9:45  | Nizozemska  | 6 : 0 | Malezija    |
| 3. kolovoza | 16:00 | ZND         | 1 : 2 | Novi Zeland |
| 3. kolovoza | 20:00 | Španjolska  | 1 : 6 | Pakistan    |

| Mj. | Država      | Ut | Pb | N | Pz | Pos | Pri | RP  | Bod |
| --- | ----------- | -- | -- | - | -- | --- | --- | --- | --- |
| 1.  | Pakistan    | 5  | 5  | 0 | 0  | 20  | 6   | 14  | 10  |
| 2.  | Nizozemska  | 5  | 4  | 0 | 1  | 20  | 10  | 10  | 8   |
| 3.  | Španjolska  | 5  | 3  | 0 | 2  | 15  | 11  | 4   | 6   |
| 4.  | Novi Zeland | 5  | 1  | 0 | 4  | 7   | 12  | -5  | 2   |
| 5.  | ZND         | 5  | 1  | 0 | 4  | 12  | 20  | -8  | 2   |
| 6.  | Malezija    | 5  | 1  | 0 | 4  | 9   | 24  | -15 | 2   |

### Drugi krug - za poredak

#### Za 9. – 12. mjesto
| Nadnevak    |      | Momčad    |       | Momčad   |
| ----------- | ---- | --------- | ----- | -------- |
| 5. kolovoza | 9:15 | Argentina | 4 : 6 | Malezija |
| 5. kolovoza | 9:45 | ZND       | 4 : 2 | Egipat   |

- za 11. mjesto

| Nadnevak    |      | Momčad    |       | Momčad |
| ----------- | ---- | --------- | ----- | ------ |
| 7. kolovoza | 9:30 | Argentina | 7 : 3 | Egipat |

- za 9. mjesto

| Nadnevak    |       | Momčad   |       | Momčad |
| ----------- | ----- | -------- | ----- | ------ |
| 7. kolovoza | 17:30 | Malezija | 4 : 3 | ZND    |

#### Za 5. – 8. mjesto
| Nadnevak    |       | Momčad          |       | Momčad      |
| ----------- | ----- | --------------- | ----- | ----------- |
| 5. kolovoza | 16:30 | Uj. Kraljevstvo | 3 : 2 | Novi Zeland |
| 5. kolovoza | 19:00 | Španjolska      | 2 : 0 | Indija      |

- za 7. mjesto

| Nadnevak    |       | Momčad      |       | Momčad |
| ----------- | ----- | ----------- | ----- | ------ |
| 6. kolovoza | 17:00 | Novi Zeland | 2 : 3 | Indija |

- za 5. mjesto

| Nadnevak    |       | Momčad          |       | Momčad     |
| ----------- | ----- | --------------- | ----- | ---------- |
| 6. kolovoza | 19:30 | Uj. Kraljevstvo | 1 : 2 | Španjolska |

### Poluzavršnica
| Nadnevak    |       | Momčad     |       | Momčad     |
| ----------- | ----- | ---------- | ----- | ---------- |
| 5. kolovoza | 17:30 | Australija | 3 : 2 | Nizozemska |
| 5. kolovoza | 20:00 | Pakistan   | 1 : 2 | Njemačka   |

### Brončano odličje
| Nadnevak    |       | Momčad     |       | Momčad   |
| ----------- | ----- | ---------- | ----- | -------- |
| 8. kolovoza | 17:00 | Nizozemska | 3 : 4 | Pakistan |

### Završnica
| Nadnevak    |       | Momčad     |       | Momčad   |
| ----------- | ----- | ---------- | ----- | -------- |
| 8. kolovoza | 19:30 | Australija | 1 : 2 | Njemačka |

Pobijedila je momčad Njemačke.

## Završni poredak
| Momčadi |                        |
| Zlato   | Njemačka               |
| Srebro  | Australija             |
| Bronca  | Pakistan               |
| 4.      | Nizozemska             |
| 5.      | Španjolska             |
| 6.      | Ujedinjeno Kraljevstvo |
| 7.      | Indija                 |
| 8.      | Novi Zeland            |
| 9.      | Malezija               |
| 10.     | ZND                    |
| 11.     | Argentina              |
| 12.     | Egipat                 |

| Olimpijski prvaci 1992. |
| ----------------------- |
| Njemačka Prvi naslov    |

## Djevojčadi sudionice
Sudjelovale su djevojčadi: Australije, Južne Koreje, Kanade, Nizozemske, Novog Zelanda, Njemačke, Ujedinjenog Kraljevstva i domaćina Španjolske.
Izravno su se plasirale domaćinke Španjolke, braniteljice naslova Australke i svjetske prvakinje Nizozemke. Preostalih 5 djevojčadi su plasman izborile na izlučnom turniru koji se odigrao 1991. na Novom Zelandu, u Aucklandu: Njemačka, Novi Zeland, Kanada, Uj. Kraljevstvo i Južna Koreja.

### Australija
Kathleen Partridge, Christine Dobson, Liane Tooth, Alyson Annan, Juliet Haslam, Michelle Hager, Alison Peek, Lisa Powell, Lisa Naughton, Kate Starre, Sally Carbon, Jackie Pereira, Tracey Belbin, Rechelle Hawkes, Sharon Buchanan, Debbie Bowman-Sullivan

### J. Koreja
Jae-Sook You, Keum-Sil Han, Eun-Jung Chang, Seong-Young Lee, Kui-Joo Lee, Jeong-Im Son, Young-Min Ro, Kyung-Ae Kim, Eun-Kyung Lee, Dong-Sook Jang, Chang-Sook Kwon, Hea-Sook Yang, Kyong-Hei Lee, Mun-Young Koo, Gae-Sook Lim, Deok-San Jin

### Kanada
Deb Whitten, Gaye Porteous, Deb Covey, Rochelle Low, Tara Croxford, Sandra Levy, Sue Reid, Heather Jones, Candy Thomson, Bernadette Bowyer, Michelle Conn, Laurelee Kopeck, Joel Brough, Milena Gaiga, Sherri Field, Sharon Creelman

### Nizozemska
Jacqueline Toxopeus, Carina Bleeker, Caroline van Nieuwenhuyze-Leenders, Annemieke Fokke, Cécile Vinke, Jeannette Lewin, Carina Benninga, Daniëlle Koenen, Ingrid Wolff, Mieketine Wouters, Martine Ohr, Florentine Steenberghe, Noor Holsboer, Helen Lejeune-van der Ben, Wietske de Ruiter, Carole Thate

### Novi Zeland
Elaine Jensen, Helen Shearer, Mary Clinton, Tina Bell-Kake, Christine Arthur, Shane Collins, Sapphire Cooper, Kylie Foy, Sue Duggan, Susan Furmage, Trudy Kilkolly, Anna Lawrence, Kieren O'Grady, Mandy Smith, Robyn Toomey, Kate Trolove

### Njemačka
Susie Wollschläger, Bianca Weiß, Tanja Dickenscheid, Susanne Müller, Nadine Ernsting-Krienke, Simone Thomaschinski, Irina Kuhnt, Anke Wild, Franziska Hentschel, Kristina Peters, Eva Hagenbäumer, Britta Becker, Caren Jungjohann, Christine Ferneck, Heike Lätzsch, Katrin Kauschke

### Španjolska
Marívi González, Natalia Dorado, Virginia Ramírez, María Carmen Barea, Silvia Manrique, Nagore Gabellanes, María Ángeles Rodríguez, Sonia Barrio, Celia Correa, Elisabeth Maragall, Teresa Motos, Maider Tellería, Mercedes Coghen, Nuria Olivé, Anna Maiques, María Isabel Martínez

### Uj. Kraljevstvo
Joanne Thompson, Helen Morgan, Lisa Bayliss, Karen Brown, Mary Nevill, Jill Atkins, Vickey Dixon, Wendy Fraser, Sandy Lister, Jane Sixsmith, Alison Ramsay, Jackie McWilliams, Tammy Miller, Mandy Nicholls, Kathryn Johnson, Susan Fraser

## Natjecateljski sustav
Natjecanje se odvijalo u dva kruga. Prvi se igrao u dvjema skupinama po 6 momčadi. Igralo se po jednostrukom ligaškom sustavu. Za pobjedu se dobivalo 2 boda, za neriješeno bod, a za poraz ništa.
Prve dvije djevojčadi iz obiju skupina su igrale unakrižno poluzavršnicu A1-B2 i A2-B1. Pobjednice su igrale završnicu, poražene za broncu.

3. i 4. iz skupina su igrale unakrižno za poredak od 5. do 8. mjesta. Pobjednice su igrali za 5., a poražene za 7. mjesto.

## Rezultati

### Prvi krug - po skupinama

#### Skupina "A"
| Nadnevak    |       | Djevojčad  |       | Djevojčad  |
| ----------- | ----- | ---------- | ----- | ---------- |
| 27. srpnja  | 16:00 | Australija | 2 : 0 | Kanada     |
| 27. srpnja  | 17:30 | Španjolska | 2 : 2 | Njemačka   |
| 29. srpnja  | 17:30 | Australija | 0 : 1 | Njemačka   |
| 29. srpnja  | 18:00 | Španjolska | 2 : 1 | Kanada     |
| 2. kolovoza | 18:00 | Kanada     | 0 : 4 | Njemačka   |
| 2. kolovoza | 20:00 | Španjolska | 1 : 0 | Australija |

| Mj. | Država     | Ut | Pb | N | Pz | Pos | Pri | RP | Bod |
| --- | ---------- | -- | -- | - | -- | --- | --- | -- | --- |
| 1.  | Njemačka   | 3  | 2  | 1 | 0  | 7   | 2   | 5  | 5   |
| 2.  | Španjolska | 3  | 2  | 1 | 0  | 5   | 3   | 2  | 5   |
| 3.  | Australija | 3  | 1  | 0 | 2  | 2   | 2   | 0  | 2   |
| 4.  | Kanada     | 3  | 0  | 0 | 3  | 1   | 8   | -7 | 0   |

#### Skupina "B"
| Nadnevak    |       | Djevojčad   |       | Djevojčad       |
| ----------- | ----- | ----------- | ----- | --------------- |
| 27. srpnja  | 18:00 | Novi Zeland | 0 : 5 | J. Koreja       |
| 27. srpnja  | 20:00 | Nizozemska  | 2 : 1 | Uj. Kraljevstvo |
| 29. srpnja  | 16:00 | J. Koreja   | 1 : 3 | Uj. Kraljevstvo |
| 29. srpnja  | 20:00 | Nizozemska  | 2 : 0 | Novi Zeland     |
| 2. kolovoza | 16:00 | J. Koreja   | 2 : 0 | Nizozemska      |
| 2. kolovoza | 17:30 | Novi Zeland | 2 : 3 | Uj. Kraljevstvo |

| Mj. | Država          | Ut | Pb | N | Pz | Pos | Pri | RP | Bod |
| --- | --------------- | -- | -- | - | -- | --- | --- | -- | --- |
| 1.  | J. Koreja       | 3  | 2  | 0 | 1  | 8   | 3   | 5  | 4   |
| 2.  | Uj. Kraljevstvo | 3  | 2  | 0 | 1  | 7   | 5   | 2  | 4   |
| 3.  | Nizozemska      | 3  | 2  | 0 | 1  | 4   | 3   | 1  | 4   |
| 4.  | Novi Zeland     | 3  | 0  | 0 | 3  | 2   | 10  | -8 | 0   |

### Drugi krug - za poredak

#### Za 5. – 8. mjesto
| Nadnevak    |       | Djevojčad  |       | Djevojčad   |
| ----------- | ----- | ---------- | ----- | ----------- |
| 4. kolovoza | 9:30  | Australija | 5 : 1 | Novi Zeland |
| 4. kolovoza | 17:30 | Nizozemska | 2 : 0 | Kanada      |

- za 7. mjesto

| Nadnevak    |      | Djevojčad   |       | Djevojčad |
| ----------- | ---- | ----------- | ----- | --------- |
| 6. kolovoza | 9:30 | Novi Zeland | 0 : 2 | Kanada    |

- za 5. mjesto

| Nadnevak    |       | Djevojčad  |       | Djevojčad  |
| ----------- | ----- | ---------- | ----- | ---------- |
| 6. kolovoza | 17:30 | Australija | 2 : 0 | Nizozemska |

### Poluzavršnica
| Nadnevak    |       | Djevojčad |       | Djevojčad       |
| ----------- | ----- | --------- | ----- | --------------- |
| 4. kolovoza | 17:00 | Njemačka  | 2 : 1 | Uj. Kraljevstvo |
| 4. kolovoza | 19:30 | J. Koreja | 1 : 2 | Španjolska      |

### Brončano odličje
| Nadnevak    |       | Djevojčad       |       | Djevojčad |
| ----------- | ----- | --------------- | ----- | --------- |
| 7. kolovoza | 17:00 | Uj. Kraljevstvo | 4 : 3 | J. Koreja |

### Završnica
| Nadnevak    |       | Djevojčad |       | Djevojčad  |
| ----------- | ----- | --------- | ----- | ---------- |
| 7. kolovoza | 19:30 | Njemačka  | 1 : 2 | Španjolska |

Pobijedila je djevojčad Španjolske.

## Završni poredak
| Momčadi |                        |
| Zlato   | Španjolska             |
| Srebro  | Njemačka               |
| Bronca  | Ujedinjeno Kraljevstvo |
| 4.      | Južna Koreja           |
| 5.      | Australija             |
| 6.      | Nizozemska             |
| 7.      | Kanada                 |
| 8.      | Novi Zeland            |

| Olimpijske prvakinje 1992. |
| -------------------------- |
| Španjolska Prvi naslov     |